# Біз Маркі
Біз Маркі (англ. Biz Markie, справжнє ім'я Марсель Тео Холл (англ. Marcel Theo Hall); 8 квітня 1964 - 16 липня 2021) - американський репер та актор.

## Біографія
Народився 8 квітня 1964 року у Нью-Йорку. Його справжнє ім'я Марсель Тео Холл, псевдонім Біз Маркі, він узяв вже після свого виходу на сцену. Він набув широкої популярності після виходу композиції «Just a Friend», що увійшла до десятки кращих хітів Америки в 1989 році. У 2008 році ця композиція увійшла до сотні найкращих пісень усіх часів. Біз Марки відомий як репер, бітбоксер, діджей, комік та співак.
Мав одну з найбільших музичних колекцій, що складається з 30 000 45 RPM записів та понад 50 000 вінілів.
Біз Маркі вважається піонером репу та одним із найкомічніших MC в історії «чорної» музики. Виходець із Juice Crew Марлі Марла він збирав велику кількість глядачів, коли хіп-хоп знаходився на самому початку.
Помер 16 липня 2021 року. Попередньою причиною смерті є ускладнення, спричинені цукровим діабетом.

## Кар'єра

### 1980-ті роки
Перший раз він вийшов на сцену у 1985 році у віці 21 року. Його помітили після того, як він записав свій бітбоксинг для Roxanne Shante з легендарної хіп-хоп команди Juice Crew, куди входили такі гіганти жанру, як Marley Marl, Mr. Magic, LL Cool J, Big Daddy Kane, Kool G. Rap, Roxanne Shante, MC Shan, Masta Ace та інші.
Біз Маркі підписав свій перший контракт у 1988 році з Cold Chillin' Records і запам'ятався багатьом, як перший репер, який використав чисті семпли у своїх треках. Як результат, його розкритикований альбом <i>I Need A Haircut</i> був вилучений з продажу через використання семпла з хіта Gilbert O'Sullivan'а «Alone Again (Naturally)».
10 жовтня 1989 року випустив другий студійний альбом The Biz Never Sleeps. У синглу «Just a Friend» Біз Марки чергує реп і спів, цей трек став його найуспішнішим синглом, досягнувши № 9 у чартах «Billboard».

### 1990-ті роки
Третій студійний альбом Маркі I Need a Haircut був випущений 27 серпня 1991 року на лейблі Cold Chillin' Records. Продажі альбому вже були досить низькими, коли на Маркі подав до суду Gilbert O'Sullivan, який стверджував, що пісня «Alone Again», з нового альбому Біза, мала ознаки плагіату з пісні «Alone Again (Naturally)» Gilbert'а. У 1993 Біз Маркі відповів, що плагіат вже відсутній, але його кар'єра значно постраждала від «брудної» реклами через судовий процес. Додаткові погані новини прийшли, коли відео на трек Toilet Stool Rap було названо «Найгірше відео року» в «the Fromage show» від канадських MuchMusic.
Протягом частини десятиліття, що залишилася, Маркі час від часу з'являвся на телебаченні, в тому числі як гостя в «Living Color» і, в 1996 році, у Фрістайл-реп шоу на MTV2.
В 1997 році Маркі з'явився в пісні The Rolling Stones «Anybody Seen My Baby?» З альбому Bridges to Babylon. Його куплет було скорочено на деяких радіостанціях. Також музикант прописав семпли для композиції; це єдина пісня Стоунз, в якій використовуються семпли.

### 2000-ні роки
У 2002 році Маркі з'явився у фільмі «Люди в чорному 2» з Віллом Смітом і Томмі Лі Джонсом, де зіграв роль інопланетянина-пародію на самого себе, чия рідна мова звучить точно як бітбокс.

## Хвороба та смерть
У квітні 2020 року Маркі був госпіталізований через важкі ускладнення діабету 2 типу. У грудні 2020 року повідомлялося, що Марки перебуває в реабілітаційному центрі в результаті інсульту, який він переніс після впадання в діабетичну кому.
1 липня 2021 року у Твіттері поширилися чутки про його смерть. Його представник сказав Rolling Stone: «Новини про смерть Біз Маркі не відповідають дійсності, Біз все ще перебуває під медичним наглядом в оточенні професіоналів, які працюють, щоб забезпечити найкраще медичне обслуговування». Пізніше Біз Маркі помер у лікарні Балтімора через п'ятнадцять днів 16 липня у віці 57 років.

## Дискографія

### Студійні альбоми
- 1988: Goin' Off
- 1989: The Biz Never Sleeps
- 1991: I Need a Haircut
- 1993: All Samples Cleared!
- 2003: Weekend Warrior

### Сингли
| Рік  | Пісня                            | Позиції у чартах | Позиції у чартах | Позиції у чартах | Альбом               |
| Рік  | Пісня                            | U.S. Hot 100     | U.S. R&B         | U.S. Rap         | Альбом               |
| ---- | -------------------------------- | ---------------- | ---------------- | ---------------- | -------------------- |
| 1987 | «Make the Music with Your Mouth» | 84               | 12               | 2                | Goin' Off            |
| 1988 | «Vapors»                         | 37               | 7                | 4                | Goin' Off            |
| 1989 | «Just a Friend»                  | 9                | 2                | 1                | The Biz Never Sleeps |
| 1991 | «What Comes Around Goes Around»  | 5                | 4                | 4                | I Need a Haircut     |
| 1993 | «Let Me Turn You On»             | 7                | 2                | 2                | All Samples Cleared! |
| 1993 | «Young Girl Bluez»               | 4                | 1                | 1                | All Samples Cleared! |